# Entandrophragma cylindricum
Entandrophragma cylindricum je strom z čeledi zederachovitých, rostoucí v tropické Africe, zejména v pralesích okolo Guinejského zálivu. Bývá známý také pod názvy sapeli nebo aboudikro. Dosahuje výšky 45, výjimečně až 60 metrů. Jeho tvrdé červenohnědé dřevo se prodává jako náhražka mahagonu, vyrábí se z něj nábytek, parkety, dveře, čluny nebo hudební nástroje.